# 1540 no Brasil
Esta é uma cronologia dos fatos acontecimentos de ano 1540 no Brasil.

## Eventos
- Em andamento (1539-1542): Chegada da primeira leva de escravos africanos ao Brasil, em Pernambuco.
- A primeira Santa Casa do Brasil é fundada em Olinda.

## Mortes
- Fernão de Loronha, descobridor do arquipélago de Fernando de Noronha (n. 1470).[1]